# Prosimulium faurei
Prosimulium faurei är en tvåvingeart som beskrevs av Henri Bertrand och Jean Charles Marie Grenier 1972. Prosimulium faurei ingår i släktet Prosimulium och familjen knott.
Artens utbredningsområde är Marocko. Inga underarter finns listade i Catalogue of Life.